# HSBC
Die Bank HSBC (Hongkong & Shanghai Banking Corporation Holdings PLC) ist eine international agierende Großbank mit Sitz in London. Mit einem Umsatz von 74 Milliarden US-Dollar, bei einem Gewinn von 22,2 Mrd. USD, steht die HSBC laut den Forbes Global 2000 auf Platz 8 der weltgrößten Banken. Gleichzeitig ist HSBC die größte europäische Bank (Stand: Jahr 2023). Das Unternehmen hat eine Bilanzsumme von 2.951 Mrd. USD und erzielte Anfang 2018 eine Marktkapitalisierung von ca. 200 Mrd. USD. Die Investmentgesellschaft der Bank (HSBC Asset Management) verwaltet 765 Mrd. USD (AUM).
Die Schweizer Tochtergesellschaft, HSBC Private Bank (Suisse), steht laut Ermittlungen der Eidgenössischen Finanzmarktaufsicht (FINMA) im Verdacht der jahrelangen Geldwäsche. Österreich-Vertretung ist die „HSBC Global Asset Management (Österreich)“.
HSBC ist eine der Großbanken, die vom Financial Stability Board (FSB) als „systemically important financial institution“ (systemisch bedeutsames Finanzinstitut) eingestuft wurden. Sie unterliegt damit einer besonderen Überwachung und strengeren Anforderungen an die Ausstattung mit Eigenkapital. Aufgrund der internationalen Verflechtungen gilt ein möglicher Ausfall der Bank als so problematisch, dass dies mit einem besonders hohen Risiko für die internationalen Finanzmärkte verbunden sein würde.

## Geschichte

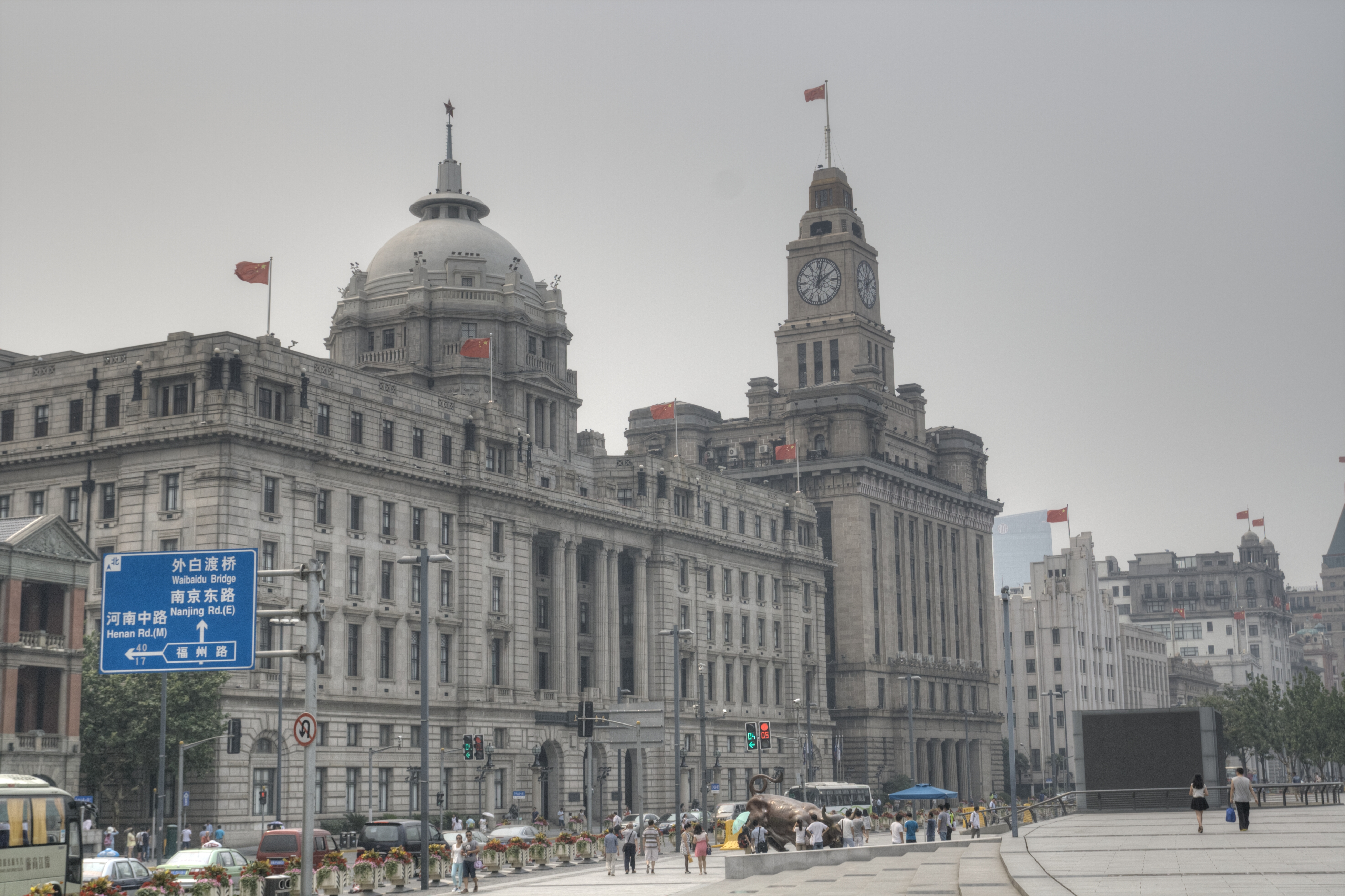
Ehemaliges HSBC-Hauptgebäude in Shanghai (vorne)

### Gründung zur Zeit des Opiumhandels mit China
Die Hongkong and Shanghai Banking Corporation wurde 1865 in Hongkong auf dem damaligen Höhepunkt des Welthandelsaufschwungs von dem Schotten Thomas Sutherland gegründet, um den britischen Handel im Fernen Osten zu finanzieren. In der Anfangszeit spielte dabei die Finanzierung des Handels mit Opium zwischen der britischen Kolonie Indien und dem Kaiserreich China eine wesentliche Rolle. Im ersten Vorstand der Bank saßen mehrere britische Opiumhändler. Gründeraktionär war damals unter anderem die deutsche Privatbank Joh. Berenberg, Gossler & Co., die gemeinsam mit weiteren Geschäftsleuten die Bank gründete, um den zunehmenden internationalen Handel zwischen Europa, China und den Vereinigten Staaten zu finanzieren. Das erste Direktorium der HSBC setzte sich aus britischen, deutschen, schweizerischen, persischen und US-amerikanischen Geschäftsleuten zusammen. In der Gründerzeit hatten deutsche Geschäftsinteressen maßgeblichen Einfluss auf die Entwicklung der Bank, was sich unter anderem durch zwei deutsche Geschäftsleute widerspiegelt, die damals viele Jahre im Direktorium saßen.
Durch diese Tatsache ist es auch zu erklären, dass bereits 1889 neben Niederlassungen in London und Lyon ebenfalls eine Zweigstelle in Hamburg eröffnet wurde, was die ersten Repräsentanten der HSBC in Festlandeuropa waren.

### Entwicklung im 20. und 21. Jahrhundert

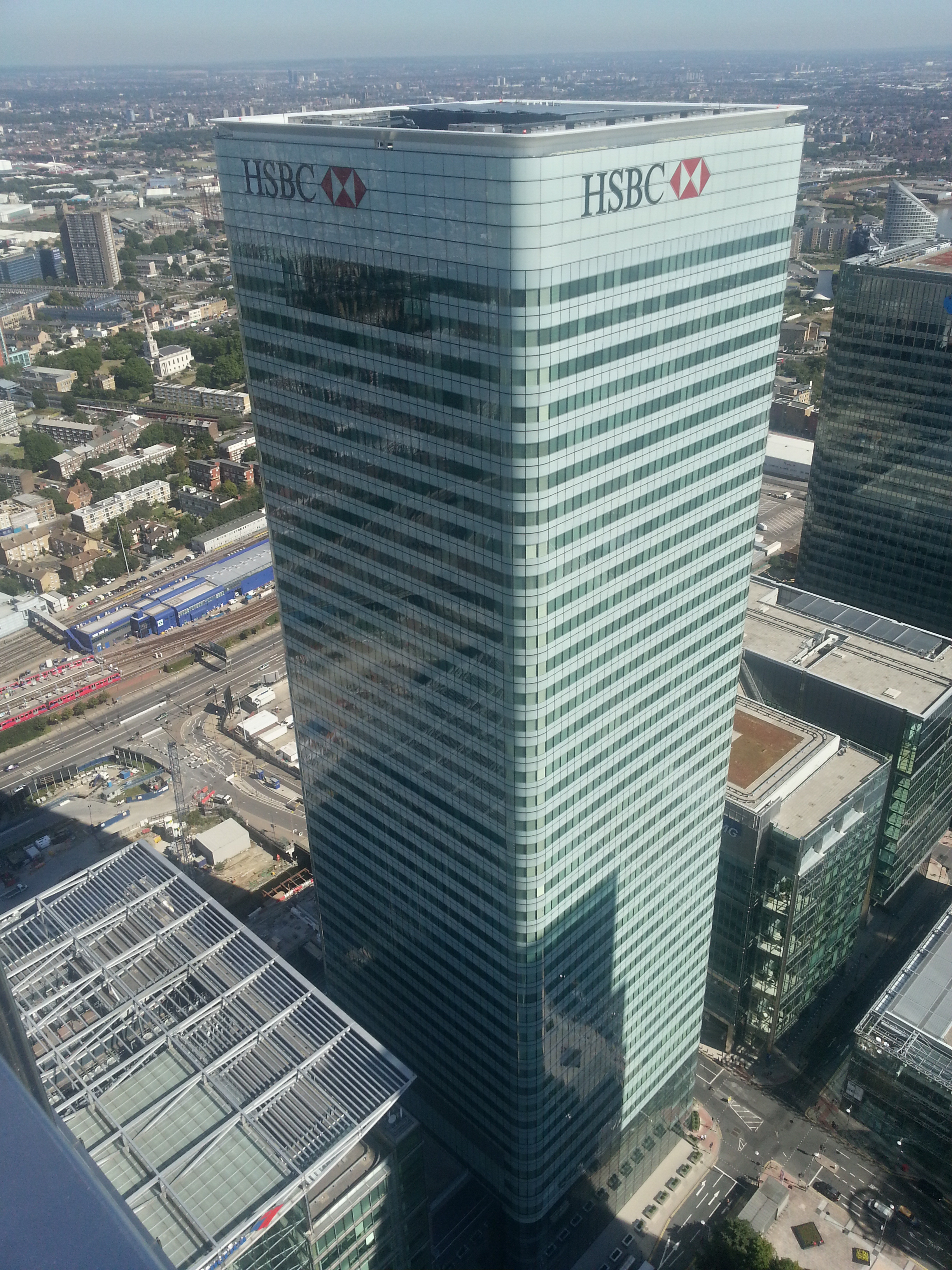
Welthauptquartier, der HSBC Tower in Canary Wharf, London

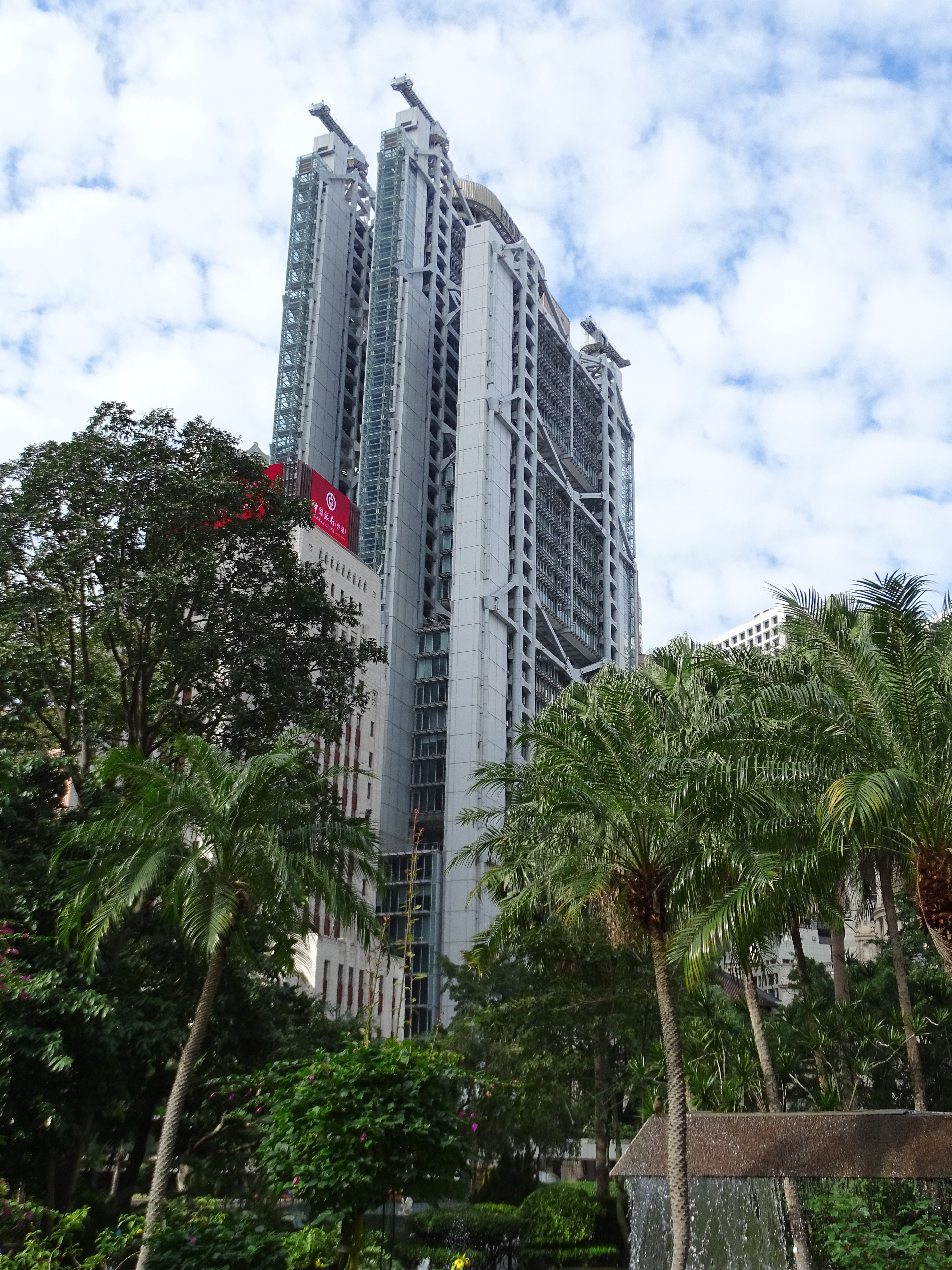
Das gegenwärtige Hauptgebäude in Hongkong

1959 wurde die British Bank of the Middle East erworben, 1978 eine Mehrheit an der Marine Midland Bank, und 1992 folgte der Zukauf der britischen Midland Bank. Aus rechtlichen Gründen musste HSBC mit diesem Kauf ihren Hauptsitz nach London verlagern.
1972 erwarb die HSBC 21 % der Laiki Bank in Griechenland und reichte diese Anteile 2006 an die griechische Marfin Investment Group weiter.
Im Mai 1999 wurde bekannt, dass HSBC die 1966 von Edmond Safra gegründete US-Bank Republic New York Corp. – eine der größten New Yorker Banken (RNYC) – und deren europäische Tochtergesellschaft Safra Republic Holdings (SRH) SA für 10,3 Milliarden Dollar übernahm.
2000 übernahm das damals größte britische Bankunternehmen HSBC die französische Bank Crédit Commercial de France (CCF) für elf Milliarden Euro.
Ab Februar 2009 wollte der CEO Michael Geoghegan von Hongkong aus das Geschäft im asiatischen Raum ausbauen. Er wurde im Januar 2010 von Stuart Gulliver abgelöst. Gulliver reduzierte die weltweite Präsenz der Bank zunächst von 87 Ländern auf 73. Im Juni 2015 kündigte er an, dass die Bank sich ganz aus der Türkei zurückziehen werde und nur noch eine minimale Präsenz in Brasilien aufrechterhalten wolle. Er bekräftigte, dass die Bank weiterhin eine global ausgerichtete Bank bleiben werde, er sich aber auf diverse andere asiatische Länder konzentrieren wolle. Gleichzeitig wurde von ihm eine Fortsetzung des unter ihm begonnenen weltweiten Stellenabbaus verkündet. Weitere 25.000 Mitarbeiter sollten die Bank verlassen. Damit sollten die Kosten gesenkt und die Rendite erhöht werden. Gulliver behielt sich eine gesonderte Entscheidung darüber vor, ob die Bank ihren Hauptsitz, den sie seit 1992 in Großbritannien hat, dort aufrechterhalten würde, für das Jahresende 2015 vor. Im Februar 2016 wurde bekanntgegeben, dass die Bank ihren Hauptsitz nicht verlegen werde, da sie mit der Verwaltung in London, nach eigener Aussage, den Kunden die besten Bedingungen bieten könne. Die bisherige Praxis, über den Ort des Hauptsitzes alle drei Jahre erneut zu entscheiden, wurde fallengelassen. Zu Beginn 2018 übernahm John Flint den Vorstandsvorsitz von Stuart Gulliver, der jedoch schon nach 18 Monaten vom Verwaltungsrat entlassen wurde. Die offizielle Begründung lautete, dass er einen Plan zur Kostensenkung nicht schnell genug umgesetzt hätte; intern wird ihm allerdings angelastet, dass er Informationen über den chinesischen Kunden Huawei an die US-Ermittler weitergegeben und so indirekt zur Verhaftung von deren Managerin Meng Wanzhou in Kanada beigetragen habe. Als Übergangschef wurde im Juli 2019 der bisherige Chef des Firmenkundengeschäfts, Noel Quinn, berufen. Im August wurde angekündigt, dass bis Ende des Jahres rund 4.000 Arbeitsplätze gestrichen werden sollen. Mit der Vorstellung des Jahresergebnisses 2019 hat das Unternehmen angekündigt, in den nächsten drei Jahren etwa 35.000 Stellen zu streichen.

### Finanzkrise, unrechtmäßige Gewinne, Strafzahlungen und Geldwäsche für Terroristen und Drogenhändler
Im Rahmen der Finanzkrise verzichtete die HSBC Anfang 2009 auf Staatshilfen und führte stattdessen eine Kapitalerhöhung um 12,5 Mrd. Pfund (ca. 13,76 Mrd. Euro) durch, welche von 96,6 Prozent der bestehenden Aktionäre gezeichnet wurde.
Im September 2010 wurde HSBC zusammen mit zehn anderen Banken vom Conseil de la Concurrence zu einer Geldbuße in Höhe von 381,1 Millionen Euro verurteilt. Die Banken hatten eine Verabredung getroffen, der zufolge sie von Januar 2002 bis Juli 2007 von ihren Kunden 4,3 Cent Scheckgebühren je Scheck verlangten, um Extragewinne zu erzielen. Dies betraf 80 % der in Frankreich verwendeten Schecks. Bis 2002 war der Scheckverkehr in Frankreich kostenfrei. Nach dem Einschreiten der Bankenaufsicht, die die Gewinne „unrechtmäßig“ nannte, wurde diese Praxis beendet. Die Banken dieses Kartells wurden außerdem für überzogene Gebühren mit zusammen 3,8 Millionen Euro bestraft.
Im April 2010 verhängten amerikanische Behörden gegen die HSBC eine Geldstrafe von 1,5 Millionen Dollar wegen des Verkaufs riskanter Anlageprodukte. Im August desselben Jahres musste die Bank 275.000 Dollar zahlen, weil sie ihren Maklern Verkäufe riskanter Wertpapiere empfahl, ohne diese Deals angemessen zu beaufsichtigen.
Im Dezember 2011 belegten britische Behörden die Bank mit einer Geldstrafe von 10,5 Millionen Pfund, weil sie ältere Kunden, von denen manche im Altersheim lebten, „unangemessen“ beraten hätten.
Im Juli 2012 wurde die Bank vom US-Senat wegen ihrer „durch und durch versaute[n] Unternehmenskultur“ („pervasively polluted“) gerügt. Die vorgebrachten Vorwürfe betrafen Geldwäsche für Terroristen und Drogenhändler. Im Dezember 2012 einigten sich die Bank und die US-Staatsanwaltschaft auf eine Geldbuße in Höhe von 1,9 Milliarden US-Dollar für die unzureichenden Kontrollen, die Geldwäsche in der Vergangenheit möglich gemacht haben (Gewinne vor Steuerabzug im dritten Quartal 2012: 3,5 Milliarden US-Dollar). Dies ist die höchste Geldbuße, die für solch eine Straftat je gezahlt wurde.
Für die Entscheidung gegen eine Strafverfolgung wurden dabei durch den stellvertretenden US-Justizminister Lanny Breuer wirtschaftliche Gründe angegeben. Laut Breuer hätte die strafrechtliche Verfolgung von HSBC zu gravierende Auswirkungen gehabt, da die Bank ihre Banklizenz in den USA sehr wahrscheinlich verloren hätte, womit der Fortbestand der Bank gefährdet gewesen wäre, was wiederum tausende von Arbeitsplätzen gekostet und zur Destabilisierung des gesamten Bankensystems geführt hätte („too big to jail“).
Im Januar 2013 stimmte HSBC einem Vergleich mit amerikanischen Behörden zu und bezahlte wegen fragwürdiger Methoden bei Hauspfändungen 249 Millionen Dollar. Im November 2014 wurde HSBC von amerikanischen und britischen Aufsichtsbehörden mit Strafen von insgesamt 618 Millionen Dollar belegt, weil sie mit anderen Großbanken den Devisenmarkt manipuliert haben soll; im Dezember erklärte sich HSBC in den USA zu einer Zahlung von insgesamt 550 Millionen Dollar bereit. US-Behörden hatten der Bank vorgeworfen, beim Verkauf von Hypothekenanleihen falsche Angaben gemacht zu haben.
Im Februar 2016 einigte sich die Bank mit dem US-amerikanischen Bundesjustizministerium und den Justizministerien der Bundesstaaten darauf, eine Strafe von 470 Millionen US-Dollar für ihr Verhalten in der Finanzkrise 2008 zu zahlen. Der Bank wurde vorgeworfen, ‚automatisiert‘ Zwangsvollstreckungen bei säumigen Hypothekenzahlungen veranlasst zu haben. Die Übereinkunft sieht vor, dass die Hausbesitzer, die ihr Haus zwischen 2008 und 2012 durch dieses Vorgehen verloren haben, Anspruch auf eine Entschädigung in einer Gesamthöhe von 59,3 Millionen US-Dollar haben. HSBC verpflichtete sich weiterhin, ihre Vorgehensweise bei Zwangsvollstreckungen zu ändern und Betroffenen in Zukunft ein Einspruchsrecht einzuräumen, über das von einer unabhängigen Stelle entschieden wird. Im Januar 2017 belegten US-Behörden HSBC mit einer Strafe von 32,5 Millionen US-Dollar, weil sie einer früheren Anordnung nicht nachgekommen war, ihre Vorgehensweise bei den genannten Zwangsvollstreckungen zu überarbeiten.
Im Januar 2018 legte die HSBC einen Rechtsstreit in den USA gegen Zahlung von 100 Millionen Dollar bei. Der Bank war vorgeworfen worden, zusammen mit anderen Großbanken den Libor-Zins künstlich niedrig gehalten zu haben; im Oktober einigte sich HSBC mit US-Behörden im Streit um toxische Hypothekenpapiere, die vor der Finanzkrise von der Bank ausgegeben worden waren, auf einen Vergleich in Höhe von 765 Millionen Dollar.
Im Dezember 2019 stellte das US-Justizministerium Ermittlungen gegen eine Schweizer Tochter der HSBC ein. Die Vergleichszahlungen betrugen 192 Millionen Dollar. Sie soll US-Kunden geholfen haben, Steuern zu hinterziehen.

### „Swissleaks“-Skandal 2015
Im Februar 2015 wurde das bisher größte Datenleck der Bankenbranche als Swiss-Leaks bekannt, das vertrauliche Dokumente der HSBC Private Bank (Suisse) betraf. Sie offenbarten das Bild „einer kriminellen Organisation“. Insgesamt sollen die Daten 100 Milliarden US-Dollar von 106.000 Kunden aus 203 Ländern betreffen. Die HSBC machte Geschäfte „mit Personen, die verdächtigt werden, Osama bin Ladens Terrorgruppe finanziert zu haben, mit Waffendealern, die vermutlich Granaten zu Kindersoldaten nach Afrika verbrachten, mit Handlangern von Diktatoren, mit mutmaßlichen Händlern von Blutdiamanten oder Drogen und mit Betrügern aller Art“.

### Panama Papers Leaks 2016
Die sogenannten Panama Papers zeigten im April 2016, dass die HSBC mehr als 2300 Briefkastenfirmen für ihre Kunden gegründet hatte, mit denen vermutlich Steuern in großem Stil hinterzogen wurden.

### Enthüllungen durch FinCom-Files 2020
Eine Analyse der geleakten Daten der FinCom-Files zeigte, dass allein die HSBC-Niederlassung in Hongkong zwischen 2011 und 2016 mindestens 1,5 Milliarden Dollar für Firmen überwiesen hat, von denen die Bank laut einer ICIJ-Analyse oft nicht einmal wusste, wem sie gehörten. Hunderte Millionen flossen an oder von Briefkastenfirmen, die in Verbindung zu bekannten kriminellen Netzwerken stehen. Die Bank half demnach auch, mindestens 31 Millionen Dollar für Firmen zu verschieben, die – wie später bekannt wurde – brasilianische Staatsgelder unterschlagen haben.

## Unternehmensprofil
Die HSBC hat ihren Sitz in London und verfügt über etwa 6000 Filialen in über 70 Ländern. Das Unternehmen ist auf allen Kontinenten vertreten. In Hongkong selbst hat die Bank vier Filialen (so genannte HSBC Business Centres) auf der Hauptinsel Hong Kong Island, fünf Filialen in Kowloon und zwei Filialen in New Territories. Das HSBC-Hauptgebäude befindet sich auf der Hauptinsel in der Queen’s Road 1 (Central).

### Unternehmensstruktur
Die wichtigsten Tochtergesellschaften der Firmengruppe:
| Tochterfirma                                          | Tätigkeitsgebiet                                                                            |
| ----------------------------------------------------- | ------------------------------------------------------------------------------------------- |
| The Hongkong and Shanghai Banking Corporation Limited | Hongkong, Filialen im asiatischen Raum                                                      |
| Hang Seng Bank Limited                                | Hongkong                                                                                    |
| HSBC Bank plc                                         | Großbritannien                                                                              |
| HSBC France                                           | Frankreich                                                                                  |
| HSBC Bank USA                                         | New York                                                                                    |
| HSBC Bank Brasil S.A. – Banco Múltiplo                | Brasilien                                                                                   |
| HSBC Private Banking Holdings (Suisse) SA             | Schweiz, Hongkong SAR, Monaco, Luxemburg, Vereinigtes Königreich, Singapur und Kanalinseln. |
| Grupo Financiero HSBC, S.A. de C.V.                   | Mexiko                                                                                      |
| HSBC Continental Europe S.A.                          | Deutschland                                                                                 |
| Quelle:                                               |                                                                                             |

Konzernstruktur:

HSBC Holdings plc
- HSBC Bank plc, 100 %
  - HSBC France, 99,90 %
  - HSBC Bank AS Turkey, 100 %
- HSBC Private Banking Holdings (Suisse) SA, 100 %
  - HSBC Private Bank (Suisse) SA, 100 %
- HSBC Holdings BV (Netherlands), 100 %
  - HSBC Bank Egypt SA, 94,00 %
  - The Saudi British Bank, 40,00 %
  - HSBC Asia Holdings (UK) Limited, 100 %
- HSBC Bank Middle East Limited, 100 %
- The Hongkong and Shanghai Banking Corporation Limited, 100 %
  - HSBC Bank China Co. Limited, 100 %
  - HSBC Bank Vietnam Limited, 100 %
  - HSBC Bank (Taiwan) Limited, 100 %
  - HSBC Bank Australia Limited, 100 %
  - HSBC Bank Malaysia Berhad, 100 %
  - PT Bank Ekonomi Raharja Tbk, Indonesia, 98,00 %
- Hang Seng Bank Limited, 62,00 %
  - Hang Seng Bank China Limited, 100 %
- HSBC Overseas Holdings (UK) Limited, 100 %
  - HSBC Bank Canada, 100 %
- HSBC North America Holdings Inc., 100 %
  - HSBC Investments (North America) Inc., 100 %
    - HSBC Finance Corporation, USA, 100 %
    - HSBC Securities USA Inc., 100 %

  - HSBC USA Inc., 100 %
    - HSBC Bank USA N.A, 100 %
- HSBC Latin America Holdings (UK) Limited
  - HSBC Mexico S.A, 99 %
  - HSBC Bank Brasil S.A
- HSBC Latin America B.V
  - HSBC Bank Argentina S.A, 99,00 %

Quelle:

### HSBC Amanah
Der globale Geschäftsbereich HSBC Amanah ist die auf islamisches Bankwesen spezialisierte Geschäftseinheit von HSBC. Sie wurde 1998 mit dem Ziel gegründet, die weltweiten Aktivitäten der HSBC in diesem Bereich unter einer einheitlichen Marke erscheinen zu lassen. Regionale Vertretungen hat HSBC Amanah im Vereinigten Königreich, den Vereinigten Staaten, Saudi-Arabien, den Vereinigten Arabischen Emiraten, Malaysia, Indonesien, Bangladesch, Singapur und Brunei.
Im Bereich der islamischen Anleihen (Sukuk) ist HSBC Amanah weltweit der führende Anbieter. So wurde 2005 für Pakistan bereits die dritte islamkonforme Anleihe aufgelegt, nachdem bereits 2002 für Malaysia und 2003 für Katar ein solches Finanzkonstrukt erfolgreich aufgelegt wurde.
Wissenschaftler weisen auf Geschäftsaktivitäten der HSBC hin, die zur Unterstützung fundamentalistischer islamischer Gruppierungen genutzt werden.

## Siehe auch

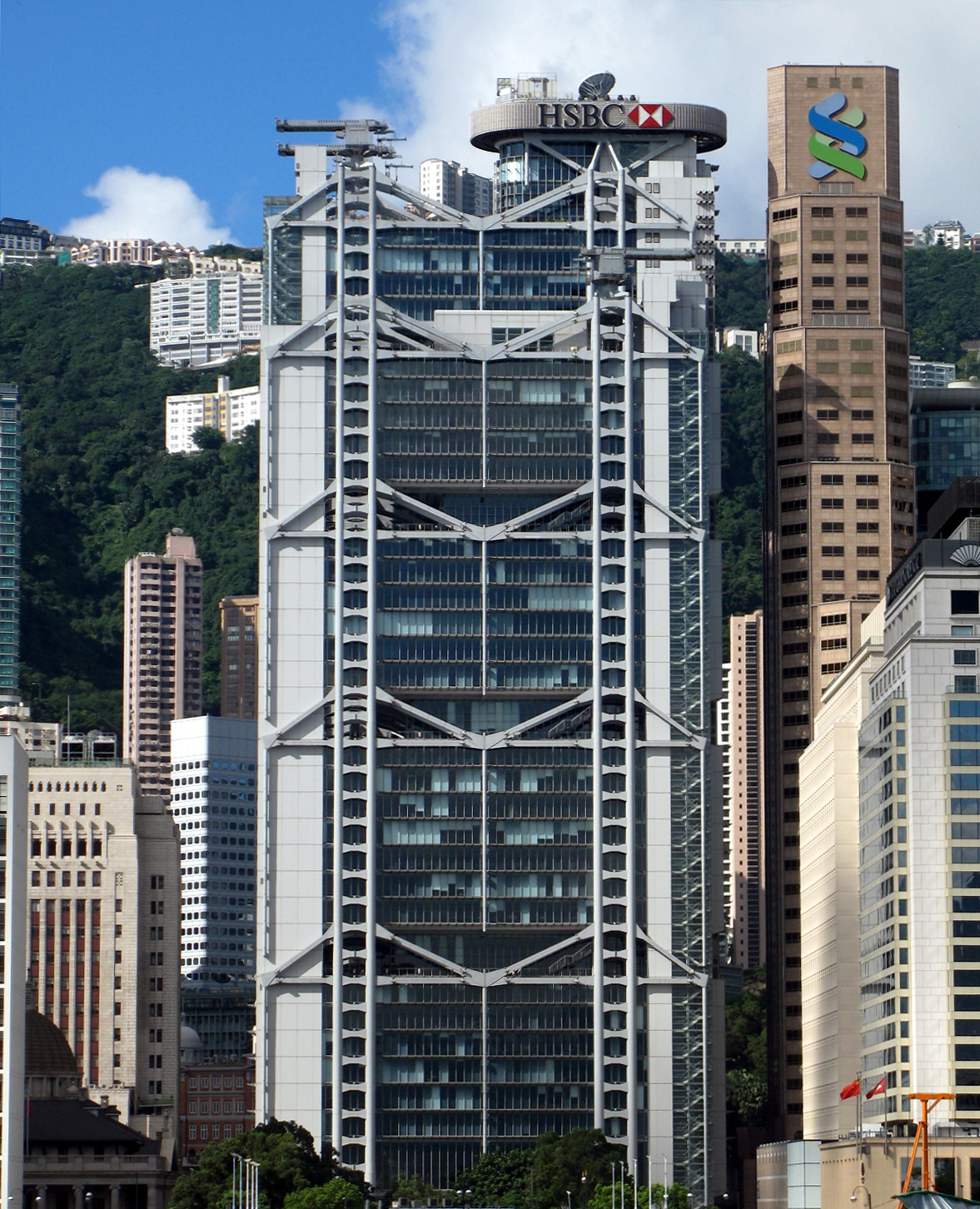
HSBC-Gebäude in Hongkong (2008)